# Axenstar
Axenstar är ett power metal-band från Västerås som bildades 1998 av Peter Johansson (gitarr) och Magnus Ek (bas), med syftet att vara ett metal cover-band. Efter flera medlemsbyten 2001 var bandet komplett: Magnus Eriksson (sång & keyboard), Thomas Eriksson (gitarr), Peter Johansson (gitarr), Magnus Ek (basgitarr) och Pontus Jansson (trummor), varpå bandet bytte namn till Axenstar.
I oktober 2002 släppte Axenstar sitt debutalbum Perpetual Twilight på det spanska skivbolaget Arise Records. Andra albumet Far From Heaven spelades in under maj 2003 och bara en vecka efter att inspelningen var klar spelade Axenstar på den mäktiga hårdrocksfestivalen Sweden Rock. I januari 2004 åkte de ut på sin första Europaturné som förband åt Falconer.
Tredje albumet The Inquisition såg dagens ljus 2005, varefter kontraktet med Arise records var över. Under hösten 2005 skrev Axenstar kontrakt med det tyska skivbolaget Massacre Records. I april 2006 började Axenstar spela in sin nya skiva The Final Requiem, som vanligt i Studio Underground. 2008 spelade Magnus och Joakim in en ny skiva som kom att bli Aftermath som släpptes den 7 januari 2011.

## Medlemmar
Nuvarande medlemmar
- Magnus Winterwild (Magnus Eriksson) – sång, keyboard (2001– ), gitarr (2005–2008), basgitarr (2008– )
- Joakim Jonsson – gitarr (2005– )
- Jens Klovegård – gitarr (2008– )
- Hampus Fasth – trummor (2018– )

Tidigare medlemmar
- Peter "Peppe" Johansson – gitarr (2001–2005)
- Magnus Ek – basgitarr (2001–2006)
- Thomas Eriksson – gitarr (2001–2005)
- Pontus Jansson – trummor (2001–2006)
- Thomas Ohlsson – trummor (2006–2008)
- Henrik Sedell – basgitarr (2006–2008)
- Adam Lindberg – trummor (2008–2016)

## Diskografi
Demo
- Demo 2001 (2001)

Studioalbum
- Perpetual Twilight (2002)
- Far from Heaven (2003)
- The Inquisition (2005)
- The Final Requiem (2006)
- Aftermath (2011)
- Where Dreams Are Forgotten (2014)
- End of All Hope (2019)